# 托氏擬花鮨
托氏擬花鮨，又稱托氏擬花鱸，為輻鰭魚綱鱸形目鱸亞目鮨科的其中一種，分布於西印度洋的波斯灣海域，棲息深度15-63公尺，體長可達9公分，棲息在岩石底部海域，為底棲性魚類，屬肉食性，生活習性不明。

## 擴展閱讀
維基物種上的相關：托氏擬花鮨